# Gudrun Stephensen
Gudrun Stephensen, född 22 september 1892 i Köpenhamn, död 16 februari 1946, var en dansk skådespelare. Hon var dotter till teaterdirektör Odgeir Stephensen och gift med skådespelaren Hugo Bruun.
Stephensen filmdebuterade i en av Frans Lundbergs filmproduktioner 1910, och engagerades därefter vid Nordisk Film.

## Filmografi (urval)
- 1910 – Massösens offer
- 1911 – Spåkonens datter
- 1941 – Peter Andersen